# به‌هوش باش، ای روح و روانم
به‌هوش باش، ای روح و روانم (Werde munter, mein Gemüte) یک سرود روحانی لوتریان است که در ۱۲ بند ۸ خطی توسط یوهان ریست سروده و در سال ۱۶۴۲ منتشر شد.
آهنگسازان گوناگونی از این سرود روحانی در آثارشان استفاده کردند؛ از جمله گئورگ فیلیپ تیلمان، یوهان سباستیان باخ در انجیل به روایت متی و ماکس رگر در سال ۱۹۰۲ میلادی.